# 포 피레네 공항

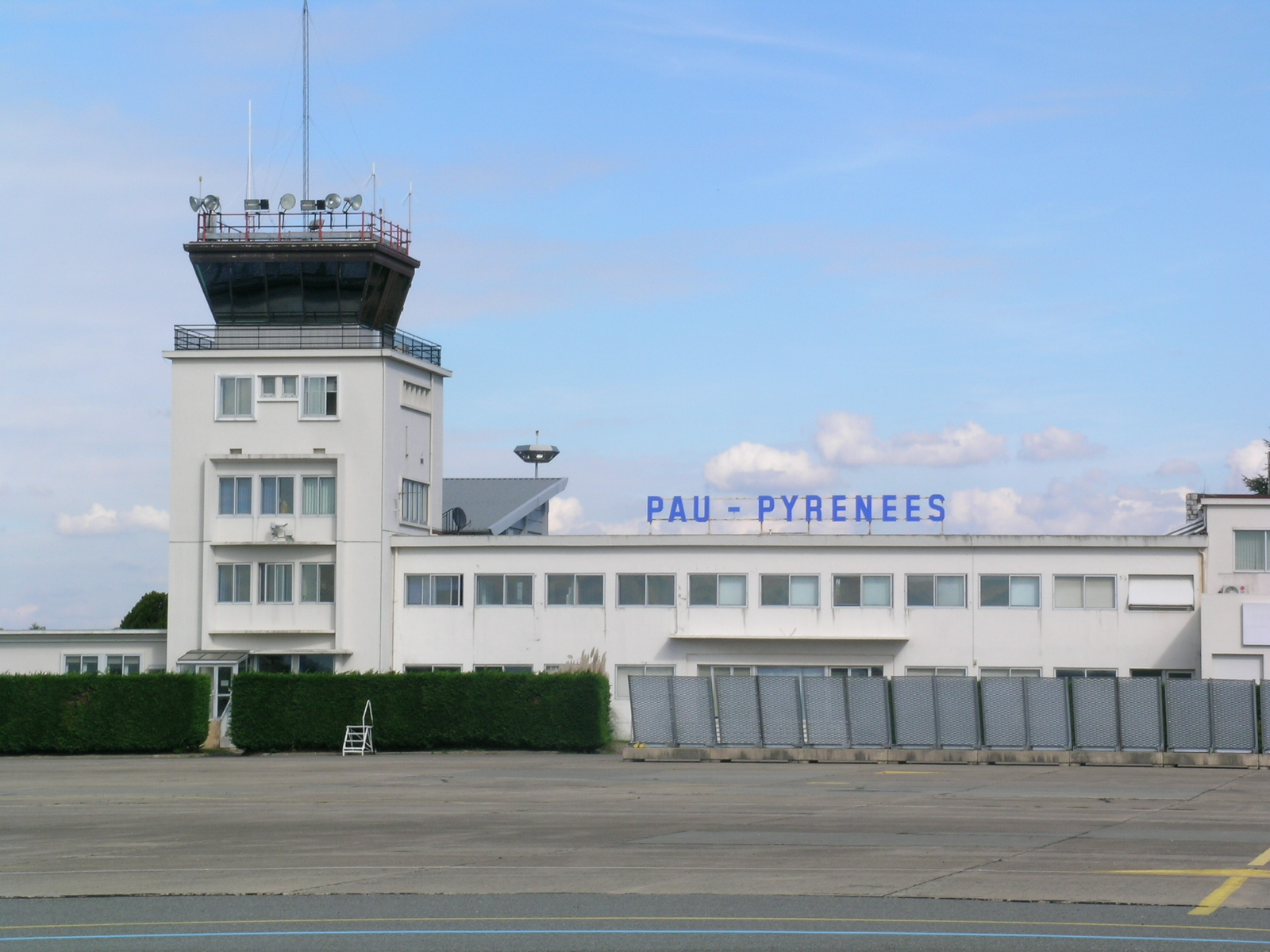

포 피레네 공항(Pau Pyrénées Airport, 프랑스어: Aéroport Pau Pyrénées, IATA: PUF, ICAO: LFBP)은 프랑스 포를 관할하는 공항이다. 피레네자틀랑티크주의 코뮌 우제인 포에서 북서쪽으로 10킬로미터 지점에 위치해 있다.